# Kesatrian
Kesatrian is een bestuurslaag in het regentschap Malang van de provincie Oost-Java, Indonesië. Kesatrian telt 10.781 inwoners (volkstelling 2010).